# Státní rozpočet
Státní rozpočet je plán finančního hospodaření státu, obvykle na jeden rok, který zajišťuje ekonomické, sociální a politické funkce státu. Má formu zákona, který navrhuje vláda a schvaluje poslanecká sněmovna. Státní rozpočet obsahuje odhad příjmů z různých zdrojů a rozdělení výdajů do různých kapitol. Jeho prostřednictvím vláda realizuje hospodářskou politiku a uskutečňuje své programové priority. Jakmile je rozpočet schválen, je využití prostředků jednotlivých kapitol v kompetenci vlády, ministerstev a dalších institucí. Příjmy státního rozpočtu tvoří především daně, sociální pojistné a příspěvek na zaměstnanost, dále cla, poplatky a další příjmy. Výdaje státního rozpočtu pokrývají činnosti státu, které stanovují zákony, případně ústavou (mandatorní výdaje),[zdroj?] nebo jimiž sama vláda realizuje svoji politiku. Příjmy a výdaje státního rozpočtu jsou centralizovány do peněžního fondu u ČNB, který soustřeďuje státní finance.

## Typy rozpočtu
- schodkový též deficitní rozpočet (výdaje jsou vyšší než příjmy), důsledky: ztráta efektivnosti ze zdanění, nahrazování kapitálu veřejným dluhem, zvyšování inflace, deformace importu v důsledku zahraniční zadluženosti.
- vyrovnaný rozpočet (výdaje se rovnají příjmům)[2]
- přebytkový rozpočet (příjmy jsou vyšší než výdaje)

Schodkový (deficitní) rozpočet je možno řešit zvýšením daní, krácením veřejných výdajů, využitím prostředků z privatizace (krytí aktivy), dluhovým financováním (prodejem vládních obligací jak doma, tak i v zahraničí), emisním financováním (přímé úvěrování centrální bankou (u nás zakázané) nebo monetizací dluhu – odkup cenných papírů vydávaných státem centrální bankou, ovšem ne přímo, ale ze sekundárního trhu) a kombinací uvedených.

## Příjmy do státního rozpočtu
Příjmy do státního rozpočtu rozlišujeme následovně:
- daně, cla, poplatky
  - Daňové příjmy jsou například: DPH, Spotřební daně, DPPO, DPFO, Majetkové daně, Odvod z loterií a Daň z hazardu[3]
  - Před vstupem do Evropské unie náležely všechny příjmy ze cla státnímu rozpočtu. Od roku 2004, kdy Česká republika v rámci vstupu do Evropské unie vstoupila i do Evropské celní unie, má Česká republika nárok na podíl na clech, který je členským státům evropské unie ponechán na  úhradu nákladů spojených s jejich výběrem a výnosy ze sankcí a úhrad exekučních nákladů v celním řízení.[4]
  - Poplatky jako například: správní a soudní poplatky[4]
- dotace, podpory, dary (peněžní dary poskytnuté organizačním složkám státu použité v běžném rozpočtovém roce)[4]
- prodej zpoplatněných statků a služeb (např. těžba surovin, čerpání vody, pronájem frekvencí)
- půjčky od státu
- Příjmy z pojistného na sociální zabezpečení a příspěvek na státní politiku zaměstnanosti včetně penále[4]

## Výdaje ze státního rozpočtu
Existuje více způsobů, jak výdaje ze státního rozpočtu dělíme, jedno z možných rozdělení je následující:
Mandatorní výdaje
Jsou to výdaje, které má stát zákonnou povinnost zajistit (právní normy, nebo smluvní závazky). Mezi takovéto výdaje patří například: dávky důchodového pojištění, nemocenského pojištění, sociální dávky, platby státu do zdravotního pojištění, podpory v nezaměstnanosti, výdaje na dluhovou službu, výdaje na volby, odvody a příspěvky do rozpočtu EU a mezinárodních organizací, státní záruky nebo dotace na obnovitelné zdroje.Tyto výdaje většinou tvoří 50 % - 60 % celkových výdajů státu.
Quasi-Mandatorní výdaje
Jsou to výdaje, které stát sice nemá zákonnou povinnost zajistit, ale které jsou považovány za nezbytné zejména z důvodu umožnění činnosti státu. Mezi takovéto výdaje patří například: platy státních zaměstnanců, pracovníků organizačních složek státu a příspěvkových organizací nebo výdaje na obranu.
Nemandatorní výdaje
Mezi tyto výdaje patří výdaje, které nejsou ani nařízené (právní normy, nebo smluvní závazky) ani je nelze považovat za nezbytně nutné, ale stát je chce vykonávat. Většinou jsou spojené zejména s plněním aktuální hospodářské politiky státu. Mezi takovéto výdaje patří například: náklady na dopravní infrastrukturu, školství nebo sport.
Další možné rozdělení je následující:
- státní výdaje v podobě nákupu veřejných statků (obrana státu, školství, zdravotnictví, kultura, státní správa, komunikace a infrastruktura apod.)
- transferové platby v podobě subvencí firmám (finanční pomoc zemědělcům)
- transferové platby domácnostem (podpora v nezaměstnanosti, sociální dávky apod.)
- intervence (náklady na vládní zásahy spojené s řízením a regulací jiných subjektů)
- platby na úhradu jistiny i úroků z přijatých úvěrů nebo emitovaných státních dluhopisů

## Historický pohled na státní rozpočet
Vznik státního rozpočtu je spojen s oddělením státního hospodářství od soukromého hospodářství panovníka na sklonku feudalismu, kdy se nastupující průmyslový kapitál snažil získat vliv na státní finance a omezit náklady na vydržování panovníkova dvora. Původně bylo státní hospodářství málo přehledné a roztříštěné na řadu fondů.
S centralizací státní moci se centralizuje i hospodaření se státními financemi a fondy se stávají jen výjimkou. V Habsburské monarchii byl sestaven první státní rozpočet v roce 1766. V Anglii byla roku 1688 zavedena nutnost schvalování všech veřejných příjmů Parlamentem. Význam státního rozpočtu neustále vzrůstal v závislosti na rozšiřování působnosti státu. Kvalitativní změna v postavení a úloze státního rozpočtu nastává se vstupem státu do ekonomiky po světové hospodářské krizi ve třicátých letech 20. století. Státní rozpočet je využíván jako aktivní nástroj k ovlivňování vývoje poptávky a sociálních procesů.

## Podstata státního rozpočtu
Státní rozpočet je základním článkem veřejných financí, protože soustřeďuje největší část příjmů rozpočtové soustavy a nejvíc se podílí na nenávratném přerozdělování značné části HDP přes rozpočtovou soustavu. Základní funkcí státního rozpočtu je redistribuce národního důchodu související s plněním politických, ekonomických a sociálních úkolů státu. Státní rozpočet je centralizovaný peněžní fond, který je vytvářen, rozdělován a používán především s využitím nenávratného a neekvivalentního způsobu rozdělování. Je schvalován Poslaneckou sněmovnou, a to formou rozpočtového zákona.
Státní rozpočet představuje bilanci příjmů a výdajů státu. Z ekonomického hlediska vyjadřuje státní rozpočet ekonomické vztahy, které vznikají při tvorbě a používání peněžních důchodu státu, je centralizovaným peněžním fondem státu. Rozpočtový deficit nebo přebytek je rozdíl mezi příjmy a výdaji státního rozpočtu v příslušném rozpočtovém období. Pokladniční schodek nebo přebytek rozpočtu vzniká v průběhu rozpočtového období a vyplývá z časového nesouladu mezi běžnými příjmy a výdaji.
Deficit státního rozpočtu se financuje půjčkou od centrální emisní banky nebo ostatních ekonomických subjektů (př. tuzemské i zahraniční banky, pojišťovny, ostatní finanční instituce, podniky, obyvatelstvo). Státním dluhem se rozumí závazky státu vůči ostatním ekonomickým subjektům. Státní půjčka se realizuje emisí státních dluhopisů, jejichž prodejem získává stát potřebné peněžní prostředky. Jestliže stát využije úvěru od centrální emisní banky nebo zahraničního úvěru, vstupují do peněžního oběhu nové peníze, které nejsou vytvářeny tvorbou materiálních statků a služeb, což vede k inflačním tlakům v národní ekonomice. Od jiných ekonomických subjektů nemusí působit inflačně, protože se jen mění struktura poptávky.
Příjmy a výdaje státního rozpočtu se člení na kapitoly, které vyjadřují okruh působnosti a odpovědnosti ústředních orgánů státní správy. Kapitolu Všeobecná pokladní správa tvoří příjmy a výdaje státního rozpočtu, které mají všeobecný charakter; součástí je i vládní rezerva, která slouží ke krytí nezbytných a nepředvídaných výdajů a vytváří se ve výši 0,3 % výdajů státního rozpočtu na příslušný rozpočtový rok. Kapitolu Státní dluh tvoří výdaje státního rozpočtu spojené s obsluhou a s umořováním státního dluhu.
Současně s návrhem státního rozpočtu na konkrétní rozpočtový rok se zpracovává i střednědobý výhled, který je základním dokumentem o záměrech a cílech rozpočtové politiky na delší časové období. Finanční prostředky Národního fondu jsou ve státním rozpočtu vedeny na zvláštním účtu v rámci kapitoly státního rozpočtu. Národní fond je souhrn peněžních prostředků, které svěřují Evropská společenství Česku k realizaci programů nebo projektů spolufinancovaných z rozpočtu Evropské unie.

## Funkce státního rozpočtu
Alokační = státní rozpočet rozděluje prostředky s cílem zajistit efektivní plnění funkcí státu v případě veřejných statků, externalit (stát financuje a zabezpečuje pro občany různé veřejné statky – školství, armáda, policie aj.).
Redistribuční = státní rozpočet přerozděluje prostředky mezi občany s cílem zmírnit nerovnosti ve společnosti vzniklé důsledkem působení trhu (transfery nebo dotace).
Stabilizační = státní rozpočet nastavením příjmů a výdajů usiluje o stabilní vývoj ekonomiky.

## Příprava a schvalování státního rozpočtu
První fáze přípravy státního rozpočtu probíhá v  postupném předkládání návrhů příjmů a výdajů dle jednotlivých kapitol, střednědobého výdajového rámce a střednědobého výhledu, které vláda postupně upravuje, předkládá k přepracování či schvaluje jako předběžné. Poté Ministerstvo financí oznámí správcům jednotlivých kapitol částky schválené vládou a správci je sdělují státním fondům. Správci pak vytvářejí návrh svého rozpočtu a střednědobého výhledu. V poslední fázi Ministerstvo financí předkládá návrh zákona o státním rozpočtu, střednědobém výhledu a střednědobém výdajovém rámci. Vláda tyto návrhy projedná, schválí a předloží Poslanecké sněmovně.
Schvalování státního rozpočtu probíhá v poslanecké sněmovně ve trojím čtení. V prvním čtení se projednávají základní parametry návrhu (výše příjmů a výdajů, saldo, způsob vypořádání salda, celkový vztah k rozpočtům vyšších územních samosprávních celků a obcí a rozsah zmocnění výkonných orgánů), které Poslanecká sněmovna buď schválí anebo doporučí vládě jejich určité změny a určí termín pro předložení nového návrhu. Pokud Sněmovna základní údaje schválí, nelze je v dalším čtení měnit.
Ve druhém čtení nejdříve vystoupí navrhovatel (předseda vlády) s návrhem zákona. Poté dochází k podrobnému řešení návrhu, kdy se předkládají pozměňovací návrhy, které předseda Poslanecké sněmovny předloží všem poslancům.
Ve třetím čtení se vede diskuze o možných stylistických, legislativně technických, gramatických, tiskových či jiných změnách. V tomto čtení lze znovu podat návrh na opakování druhého čtení. Na jeho konci se hlasuje o pozměňovacích návrzích, kdy Sněmovna s návrhem zákona o státním rozpočtu souhlasí.

### Rozpočtové zásady
- Zásada jednotnosti[7]: všechny finanční příjmy a výdaje státu mají být soustředěny v jediném dokumentu – státním rozpočtu a mají být ústředně účtovány.
- Zásada úplnosti[7]: všechny příjmy a výdaje státu musí být obsazeny v plném rozsahu bez kompenzací
- Zásada každoročního sestavování a schvalování rozpočtu[8]: zabezpečuje pravidelnou kontrolu parlamentu nad činností vlády; rozpočtovým rokem je v ČR kalendářní rok
- Zásada publicity (zveřejňování) státního rozpočtu[9]: Rozpočet by měl být pravidelně publikován, tak, aby byl přístupný všem občanům. Měl by být prezentován jednoznačně, srozumitelně a fakticky správně. Rovněž by měl být zveřejňován v dostatečném časovém předstihu, tak aby byla umožněna případná diskuse o přijatých krocích, s cílem zajistit možnost informovaných rozhodnutí, odpovědnosti a případných oprav.
- Zásada reálnosti a pravdivosti[9]: Jedním z cílů při sestavování rozpočtu by mělo být, aby došlo k co nejmenšímu odchýlení od reálné situace. Toto se váže zejména k co nejpřesnějšímu odhadu příjmů i výdajů. Čím přesněji jsou tyto dvě rozpočtové stránky odhadnuty, tím méně bude třeba rozpočet upravovat, čímž se rovněž zvýší přehlednost rozpočtu.
- Zásada vyrovnanosti[10]: Státní rozpočet by měl usilovat o dlouhodobou vyrovnanost. Dlouhodobě vyrovnaný rozpočet zajišťuje potřebnou stabilitu pro příznivý ekonomický vývoj dané země. Dlouhodobě vyrovnaný rozpočet je z ekonomického hlediska lepší než přebytkový nebo deficitní, a to zejména z toho důvodu, že umožňuje maximální využití všech zdrojů a zároveň nezvětšuje státní dluh.
- Zásada efektivnosti a hospodárnosti[11]: Finanční prostředky by měly být použité na předem určený účel s co nejnižším vynaložením těchto prostředků a s co nejvyšším možným rozsahem kvality a přínosu plněných úkolů ve srovnání s objemem prostředků vynaložených na jejich plnění.
- Zásada přehlednosti[10]
- Zásada přednosti výdajů před příjmy[10]: výdaje by se měly využívat k hospodářskému růstu, pro který je třeba zajistit příslušné prostředky. Jinak řečeno, by nejprve mělo být rozhodnuto o cílech rozpočtu a až poté by měly být určeny finanční prostředky pro tyto cíle.
- Zásada jasnosti
- Zásada včasnosti[10]: Je důležité, aby byl rozpočet pro daný rok schválen ještě před začátkem roku. Pokud není na začátku roku schválený rozpočet nastává období tzv. rozpočtového provizoria (každý měsíc se uvolní jedna dvanáctina celkových výdajů za uplynulý rok).
- Zásada časového ohraničení veřejných rozpočtů a Zásada omezeného časového použití finančních prostředků[10]: Rozpočtové prostředky získané v daném roce by se v něm měly také využít. Vzhledem k tomu, že tato zásada může vést k neefektivnosti a nehospodárnosti je možné ji za určitých podmínek obejít a finanční prostředky převést do dalšího rozpočtového roku.
- Zásada neúčelovosti příjmů a účelovosti výdajů veřejných rozpočtů[10]: Příjmy mohou být použity bez omezení, ale výdaje mohou být použity pouze k předem určenému a schválenému použití, a to v předem stanovené míře.
- Zásada sestavování veřejných rozpočtů jako brutto (hrubých) rozpočtů[10]
- Zásada omezení přesunů ve veřejných rozpočtech na úhrady potřeb v těchto rozpočtech nezajištěných[10]
- Zásada zjišťování rozpočtových důsledků právních předpisů[10]

## Rozpočtová doporučení
V únoru 2015 vydala OECD 10 doporučení pro řádnou správu rozpočtu. Tyto doporučení jsou následující:
1. Doporučení jasných, důvěryhodných a předvídatelných limitů fiskální politiky[12] například:
Zavést postupy pro řešení hospodářského cyklu tak, aby občané byli schopni chápat a předvídat další kroky vlády. Snažit se o zdravou a udržitelnou fiskální politiku.
2. Doporučení propojení se střednědobými prioritami vlády[12] například:
Vláda by měla organizovat a strukturovat své rozpočtové prostředky způsobem, který odpovídá národním cílům.
3. Doporučení navrhnout rámec kapitálového rozpočtu tak, aby splňoval požadavky na národní rozvoj efektivně a uceleně[12] například:
Tvorbou investičních plánů na základě objektivního posouzení nedostatků v ekonomických kapacitách, rozvoji infrastruktury a v sociálních prioritách.
4. Doporučení zajistit, aby rozpočtové dokumenty a data byly transparentní a přístupné[12] například:
Předložení rozpočtových informací v porovnatelné podobě před přijetím rozpočtu tak, aby byla umožněna debata o možných rozhodnutích, tj. návrh rozpočtu, pokud rozpočet ještě nebyl schválen, plnění státního rozpočtu, pokud se podle daného rozpočtu v tomto roce již postupuje, a závěrečná zpráva, pokud již uplynul rozpočtový rok, s cílem podporování efektivních rozhodnutí, odpovědnosti a dohledu.
5. Doporučení inkluzivní, participativní a realistické debaty ohledně rozpočtových rozhodnutí[12] například:
Poslanecká sněmovna parlamentu by měla mít možnost se zúčastnit všech částí rozpočtového procesu, a to, jak před samotným schválením rozpočtu, tak i během a po uplynutí rozpočtového roku.
6. Doporučení prezentovat veřejné finance detailně, přesně a spolehlivě[12] například:
Zahrnovat v rozpočtovém dokumentu detailně a správně všechny výdaje a příjmy, bez vynechaných, nebo skrytých hodnot (kromě účtů za národní bezpečnost a podobných, u kterých není dovoleno zveřejňovat některé informace) a v souladu se zákony, pravidly nebo prohlášeními, které zajišťují pravdivost rozpočtu a omezují použití mimorozpočtových fiskálních mechanismů.
7. Doporučení aktivního plánování, spravování a plnění rozpočtu[12] například:
Obezřetné profilování, kontrola a monitorování peněžních toků a jasnou regulaci toho, jakou má příslušná instituce nebo pověřená osoba roli, odpovědnost a pravomoc.
8. Doporučení zajistit, aby efektivita a hospodárnost byla nedílnou součástí rozpočtového procesu[12] například:
Umožnit Poslanecké sněmovně Parlamentu a občanům pochopit, nejen kolik se utrácí, ale také co je občanům zprostředkováno – jako například jaké veřejné služby jsou skutečně poskytovány, jaké mají kvalitativní standardy a s jakou efektivností byly zprostředkovány.
9. Doporučení identifikovat a obezřetně posoudit fiskální rizika zejména dlouhodobou udržitelnost[12] například:
Uplatňování mechanismů na podporu odolnosti rozpočtových plánů a zmírnění potencionálního dopadu fiskálních rizik, a tím podpora stabilního rozvoje veřejných financí
10. Doporučení podpory integrity a kvality rozpočtových předpovědí, fiskálních plánů a plnění rozpočtu, formou nezávislého auditu a jiných kontrolních mechanismů[12] například:
Nezávislý interní audit by měl být základní záruka kvality a integrity rozpočtového procesu.